# Nome inférieur du Laurier rose

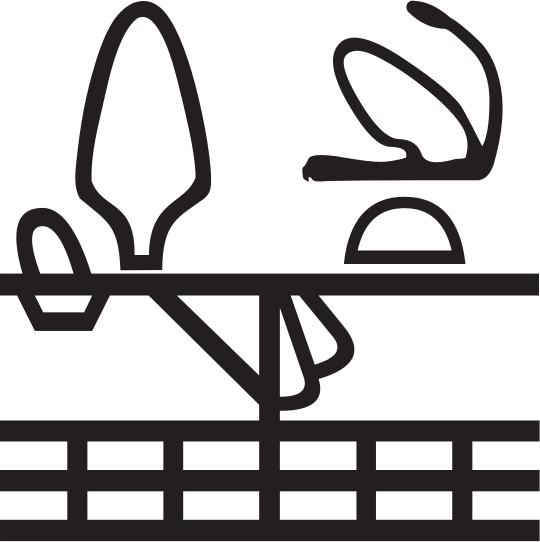
Hiéroglyphe symbole du Nome.

Le nome inférieur du Laurier rose (nˁrt pḥt) est l'un des 42 nomes (division administrative) de l'Égypte antique. C'est l'un des vingt-deux nomes de la Haute-Égypte et il porte le numéro vingt et un.

## Géographie
Ce nome faisait près de 31 km de long selon la liste des nomes de Sésostris Ier. Le nome était situé entièrement sur la rive occidentale, en face du nome du Couteau (22e). Au nord se trouvait le nome de la Muraille blanche (Ier de Basse-Égypte) tandis qu'au sud se trouvait le nome supérieur du Laurier rose (20e). Le nome était également frontalier à l'ouest du territoire du Fayoum.

## Histoire

### Le21enome
Le nome est habité depuis les temps les plus anciens comme le montre les cimetières prédynastiques de Gerzeh (le gerzéen étant d'ailleurs synonyme de Nagada II), Tarkhan et El-Riqqa (en). Le site de Tarkhan prendra d'ailleurs de l'importance au cours de la première moitié de la Ire dynastie.
La capitale régionale semble être Semenou-Hor (Smnw-Ḥr), nommé par les Grecs Akanthon ; cependant, la ville n'est pas clairement identifiée dans le registre archéologique, des cimetières importants datant de l'ensemble de l'histoire égyptienne se situent à Kafr Ammar ou encore à El-Riqqa (en) ; cependant, Kafr Ammar semble être à privilégier,.
Au cours de l'Ancien Empire, ce nome formait une sorte d'annexe méridionale à la nécropole memphite, notamment avec la prestigieuse nécropole de Meïdoum datée du début de la IVe dynastie. Dès le début de la XIIe dynastie, Amenemhat Ier fonde une nouvelle capitale royale, (Amenhemhat-)Itjtaouy, en un lieu aujorud'hui nommé Licht. Cette ville sera alors la capitale pendant les XIIe et XIIIe dynasties, les rois Amenemhat Ier et Sésostris Ier y construiront d'ailleurs leurs tombeaux royaux.

### Le Fayoum
Le Fayoum faisait partie d'un nome à part. En effet, dès le début de l'histoire égyptienne, elle développa une culture particulière, puis resta un espace peu mis en valeur, impénétrable sauf aux marges, surtout dédié à la chasse et à la pêche. C'est aux rois de la XIIe dynastie, et surtout à Amenemhat III, que le Fayoum doit son développement initial. La région continua de se développer tout au long de l'histoire égyptienne, et atteint même son pic de richesse pendant la période lagide. La capitale du Fayoum était Crocodilopolis, et la nécropole associée, Hawara.

## Divinités locales
La divinité principale du nome est Khnoum, comme l'indique d'ailleurs la liste des nomes de Sésostris Ier. 
Le grand dieu du Fayoum était Sobek.

## Lieux principaux

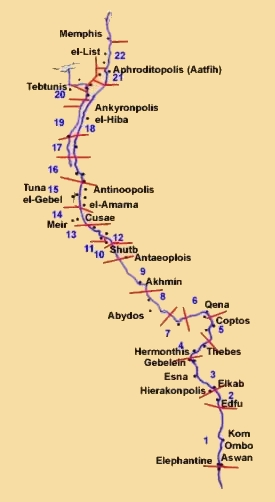
Les nomes de Haute-Égypte

- Meïdoum
- Gerzeh
- El-Riqqa (en)
- Kafr Ammar
  - Tarkhan (nécropole)
- Licht

### Fayoum
- Crocodilopolis
  - Hawara (nécropole)
- Soknopaiou Nesos
- Karanis (en)
- Seïlah (pyramide provinciale)
- Tebtynis
- Talithis
- Kerkethoueris
- Magdola
- Kerkeosiris
- Médinet Mâdi
- Philagris
- Pisais
- Polydeukeia
- Theadelpheia (en)
- Qasr el-Banat (en)
- Philoteris (en)
- Qasr Qaroun (en)
- Bihamou (en)
- Sinnuris
- Metrodoron Kome
- Gharabet el-Gerza
- Bakchias
- Tamais (en)
- Qaret el-Rusas